# Silvano Fedi
Silvano Fedi (Pistoia, 25 aprile 1920 – Pistoia, 29 luglio 1944) è stato un partigiano, anarchico e antifascista italiano.

## Biografia

Silvano Fedi.

Fu studente al Liceo classico Niccolò Forteguerri di Pistoia e successivamente fu studente di ingegneria. Durante il liceo, a causa delle sue idee antifasciste, subì anche un pestaggio inflittogli da alcuni attivisti fascisti. Sono gli anni in cui Fedi studia e legge molto.
Il 12 ottobre 1939 fu arrestato e successivamente condannato da parte del Tribunale speciale, a un anno di reclusione, per associazione e propaganda antinazionale. Il 10 febbraio gli fu condonata la pena e fu scarcerato, quindi fece rientro a Pistoia ove continuò la lotta antifascista formando nel 1943 il gruppo dei comunisti libertatori a Bottegone insieme a Francesco Toni e altri compagni. 
Dopo l'armistizio, nell'ottobre 1943, costituì una formazione partigiana composta da una cinquantina di uomini: le Squadre Franche Libertarie composte soprattutto da Anarchici e Libertari e autonome dal CLN che iniziarono ad agire fra città e campagna. Dal 17 al 20 ottobre, insieme a sei compagni, assaltò a più riprese il presidio della Fortezza Santa Barbara, prelevando una grande quantità di armi e munizioni. Successivamente la sua formazione effettuò altre operazioni fra le quali l'assalto alla Questura di Pistoia ed al carcere delle Ville Sbertoli, con la liberazione di 54 prigionieri, fra i quali alcuni ebrei e prigionieri politici.
Nella sua formazione militarono noti partigiani come Enzo Capecchi, Artese Benesperi, Danilo Betti, Carlo Giovannelli, Brunello Biagini, Marcello Capecchi, Franco Fedi (fratello), Claudio Pallini, Santino Pratesi, Giulio Vannucchi, Giovanni Pinna e Iacopo Innocenti. Fu in contatto con Manrico Ducceschi, detto "Pippo" (anche lui ex studente del Liceo classico Forteguerri di Pistoia), capo della formazione partigiana XI Zona Patrioti, attiva sulla Montagna Pistoiese e Lucchese, mentre Fedi preferì operare in pianura, muovendosi continuamente tra Pistoia, Quarrata e Serravalle Pistoiese.
Il 29 marzo del 1944 assalta un treno di armi e munizioni fermo alla stazione di Val di Brana. È con lui Artese Benesperi che, nello scontro armato che ne deriva, uccide un ufficiale tedesco rimanendo a sua volta ferito ad una mano.
L'abilità militare di Fedi è tale da interessare il commediografo Giovacchino Forzano amico di Mussolini e lo stesso dittatore, nella vicenda volgendola da fatto militare a fatto personale dell'ufficiale tedesco che viene fatto passare come ucciso per problemi di onore ed evitando così ogni forma di rappresaglia nei confronti della popolazione civile (30 civili per un ufficiale tedesco, secondo le direttive di Kesselring).
Il 1º giugno del 1944 assalta la questura di Pistoia e effettua il quarto attacco alla fortezza di Santa Barbara con l'aiuto dei partigiani di Montale.
Il 29 luglio del 1944, nei pressi della Croce di Vinacciano, sulle colline pistoiesi, cadde in un'imboscata dei militari tedeschi, e fu ucciso assieme al compagno Giuseppe Giulietti, detto il Genova. Un altro componente della sua formazione, Brunello Biagini, fu catturato e pochi giorni dopo, il primo di agosto, fucilato.
La tomba di Silvano Fedi, come quella di Giuseppe Giulietti, era posta nel cimitero de La Vergine di Pistoia e sulla lapide era scritto: «Silvano Fedi / studente di ingegneria /partigiano di anni 24 / barbaramente ucciso dal nemico tedesco il 29 luglio 1944». Nel marzo del 2022 è avvenuta la traslazione nella nuova tomba-monumento posta nel Cimitero Comunale di Pistoia che è stata inaugurata il giorno della liberazione 25 aprile 2022: essa è adornata da piante in ricordo di Montechiaro, ove Silvano Fedi fu ucciso, ed è costituita da pietre di fiume e da una lastra di rame realizzata dagli studenti del liceo artistico Petrocchi di Pistoia su cui vi è raffigurata l'effige del partigiano e impressa la scritta: «In lui intelligenza, coraggio, temerarietà e follia, uniti ad una forte spinta ideale divennero eroismo». La lapide della prima tomba è stata recuperata ed apposta sul retro della nuova tomba. Sulla nuova tomba di Silvano Fedi è stata posta anche una targa con su scritto il nome di Giuseppe Giulietti detto il Genova.

## La figura storica
Silvano Fedi è considerato un martire della lotta antifascista, ed il suo contributo nella guerra partigiana è ritenuto di grande importanza per la liberazione di Pistoia.
Al suo nome sono dedicati, a Pistoia, il corso centrale, e, pensando in particolare ai giovani, quale fu Fedi impegnato nella propria città, portano il suo nome anche la scuola secondaria superiore Istituto Tecnico Tecnologico, una piscina (attualmente in stato di abbandono) ed una palestra di proprietà della Provincia di Pistoia. Porta inoltre il suo nome l'Associazione Sportiva Culturale Dilettantistica Silvano Fedi che organizza molti eventi sportivi e culturali 
Nell'aprile del 1979 a Montechiaro in suo onore venne inaugurato un monumento in bronzo realizzato dallo scultore Umberto Bovi, su interessamento dell'ANPI locale; rappresenta un corpo disteso a terra che si disintegra, sovrastato da una stele che dal basso si espande verso l'alto in segno di liberazione. Una lapide ricorda i caduti della formazione..
In memoria di Silvano Fedi e delle Squadre Franche Libertarie è stato anche realizzato un film uscito l'8 settembre 2019 e intitolato "Pistoia 1944 - Una storia partigiana", che racconta gli eventi della Resistenza di Silvano dall'aprile 1944 alla Liberazione di Pistoia.
Nel 2020 Silvano Fedi è stato proclamato cittadino illustre di Pistoia dal Consiglio comunale con voto a maggioranza.

## Onorificenze
Medaglia d'argento al valor militare